# Kajsa

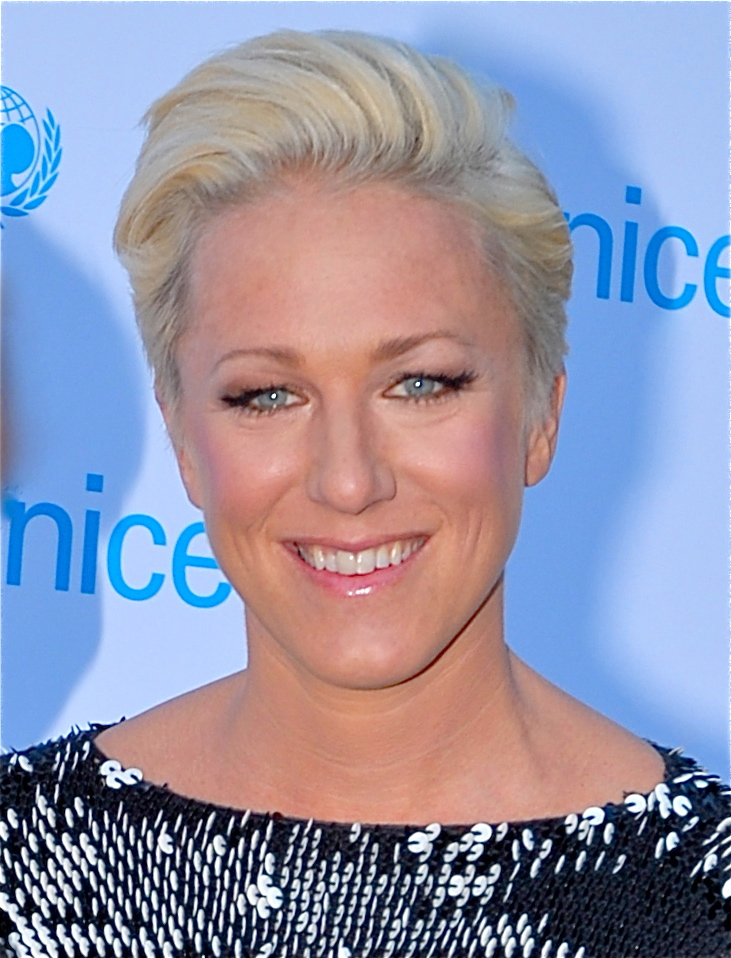
Kajsa Bergqvist, 2012.

Kajsa är ett kvinnonamn, en smeknamnsform för Karin (som kommer från Katarina), men det har använts som dopnamn sedan mitten av 1500-talet. Det har alltså samma betydelse som Karin och Katarina, 'ren, kysk'. Alternativa stavningar är Kaisa, Kaysa, Kajza, Cayza, Caiza,  Cajsa, Caisa och Caysa.
Det låg under 1990-talet kring plats 50 på topplistan bland tilldelade namn. Många som heter Kajsa är födda på 1960-1990-talen.
Bland den folkbokförda befolkningen i Sverige från 31 december 2022 fanns det totalt 8514 personer i Sverige med Kajsa som tilltalsnamn.Motsvarande siffror för några alternativa stavningar var Cajsa: 1798/1466, Kaisa: 1110/663 och Caisa: 509/371. 
År 2003 fick 390 flickor namnet, varav 287 fick det som tilltalsnamn. Antal som givits det har minskat sedan dess, med 137 år 2010.
Namnsdag i Sverige: 2 augusti, (1986–1992: 15 december). I den finlandssvenska namnsdagslängden har Kajsa namnsdag 25 november sedan 1995.

## Personer med namnet Kajsa
- Kajsa Bergqvist, friidrottare, OS-brons 2000, VM-guld 2005, bragdmedaljör
- Kajsa Ernst, skådespelare
- Kajsa Grytt, musiker
- Kajsa Ingemarsson, programledare och författare
- Kajsa Larsdotter, samisk artist
- Kajsa Mellgren, sångerska
- Kaisa Mäkäräinen, finländsk skidskytt
- Anna-Kajsa Norman fiolist och kompositör
- Greta Kaisa Renström, finländsk naturläkare
- Kajsa Thoor, TV-programledare
- Cajsa Warg, egentligen Anna Christina Warg, kokboksförfattare
- CajsaStina Åkerström, sångerska

## Fiktiva
- Kajsa Anka, seriefigur